# John Jairo Ruiz
John Jairo Ruiz Barrantes (Puntarenas, 10 januari 1994) is een Costa Ricaanse voetballer die doorgaans als vleugelaanvaller wordt uitgespeeld. Hij staat onder contract bij Rode Ster Belgrado. In 2014 maakte hij zijn debuut voor Costa Rica.

## Clubcarrière
Ruiz begon zijn profcarrière in 2011 bij de Costa Ricaanse topclub Deportivo Saprissa. Hij scoorde er zijn eerste doelpunt in september 2011, tegen AD San Carlos. In januari 2012 ondertekende hij een contract voor vier jaar bij Lille OSC. Hij speelde er bij de beloften, totdat hij uitviel met een blessure. In 2012-2013 leende Lille hem uit aan de (toenmalige) Belgische tweedeklasser Royal Mouscron-Péruwelz. Later werd hij ook nog uitgeleend aan KV Oostende en Dnipro Dnipropetrovsk.
In 2016 verliet bij Lille definitief en tekende hij voor Rode Ster Belgrado.

## Interlandcarrière
Ruiz nam met de nationale U17 van Costa Rica deel aan het CONCACAF kampioenschap voetbal onder 17 in Jamaica. Met de U20 nam hij deel aan het CONCACAF voetbalkampioenschap onder 20 in Guatemala en aan het Wereldkampioenschap voetbal onder 20 in Colombia, waar hij de eerste Costa Ricaanse goal maakte. Op 5 maart 2014 maakte hij zijn debuut voor het A-elftal van Costa Rica, in een vriendschappelijke wedstrijd tegen Paraguay.

## Statistieken
| Seizoen | Club                      | Land                   | Competitie           | Competitie | Competitie | Beker | Beker | Internationaal | Internationaal | Totaal | Totaal |
| Seizoen | Club                      | Land                   | Competitie           | Wed.       | Dlp.       | Wed.  | Dlp.  | Wed.           | Dlp.           | Wed.   | Dlp.   |
| ------- | ------------------------- | ---------------------- | -------------------- | ---------- | ---------- | ----- | ----- | -------------- | -------------- | ------ | ------ |
| 2011/12 | Deportivo Saprissa        | Vlag van Costa Rica    | Primera División     | 9          | 2          | 2     | 0     | 0              | 0              | 11     | 2      |
| 2011/12 | Lille OSC B               | Vlag van Frankrijk     | CFA                  | 13         | 3          | 0     | 0     | 0              | 0              | 13     | 3      |
| 2012/13 | → Royal Mouscron-Péruwelz | Vlag van België        | Tweede Klasse        | 24         | 14         | 7     | 8     | 0              | 0              | 31     | 22     |
| 2013/14 | Lille OSC                 | Vlag van Frankrijk     | Ligue 1              | 8          | 0          | 1     | 0     | 0              | 0              | 9      | 0      |
| 2014/15 | → KV Oostende             | Vlag van België        | Jupiler Pro League   | 23         | 4          | 2     | 0     | 0              | 0              | 25     | 4      |
| 2015/16 | → Dnipro Dnipropetrovsk   | Vlag van Oekraïne      | Vysjtsja Liha        | 14         | 6          | 6     | 0     | 2              | 0              | 22     | 6      |
| 2016/17 | Rode Ster Belgrado        | Vlag van Servië        | Superliga            | 26         | 6          | 1     | 0     | 6              | 0              | 33     | 6      |
| 2017/18 | Rode Ster Belgrado        | Vlag van Servië        | Superliga            | 0          | 0          | 0     | 0     | 2              | 0              | 2      | 0      |
| 2017/18 | Al-Fayha FC               | Vlag van Saoedi-Arabië | Saudi Premier League | 2          | 1          | 0     | 0     | 0              | 0              | 2      | 1      |
| TOTAAL  | TOTAAL                    | TOTAAL                 | TOTAAL               | 113        | 35         | 21    | 8     | 10             | 0              | 147    | 38     |

1 M. Ilić ·
3 Degenek ·
4 Ivanić ·
5 Spajić  ·
6 Krunić ·
7 Šljivić ·
8 Kanga ·
9 Ndiaye ·
10 Katai ·
14 Olayinka ·
15 Katompa Mvumpa ·
17 Duarte ·
18 Glazer ·
21 Elšnik ·
22 Dálcio ·
23 Rodić ·
24 Djiga ·
25 Leković ·
27 Milson ·
31 Sremčević ·
32 L. Ilić ·
33 Drkušić ·
44 Milosavljević ·
49 Radonjić ·
55 Maksimović ·
66 Seol ·
70 Mimović ·
73 Proetsev ·
77 Guteša ·
91 Jovanović ·
Coach: Milojević
· Assistent-coach: Rendulić